# Čeder
Čeder  (hebrejsko חדר, soba) je tradicionalna začetna šola, ki v judovski kulturi poučuje osnove Judovstva in hebrejskega jezika.

## Zgodovina
Čeder šole so bile ustanovljene širom Vzhodne Evrope pred koncem 18. stoletja, kjer so živele pretežno Ortodoksne judovske sekte. Pouk je potekal v hiši učitelja, imenovanega Melamed. Manjše plačilo je učitelju namenjala lokalna judovska skupnost ali starši učencev. Navadno so šolo obiskovali le dečki, starostno razdeljeni v skupine. Dekleta so bile osnov judovske kulture učene v domačih gospodinjstvih, s strani matere. V revnejših in finančno nezmožnih skupnostih je bila šola pod vodstvom enega učitelja združena za vse starostne skupine dečkov. Ti z učenjem hebrejske abecede tradicionalno pričnejo z dnem dopolnitve tretjega leta starosti, v Čeder pa vstopijo s petimi leti. Z osvojitvijo znanja hebrejske abecede, otroci prično z branjem osrednjega verskega dela, Tore.

## Danes
V sekularnejših verskih ločinah je Čeder šola obiskovana zunaj šolskega pouka. Judovski otroci, ki obiskujejo ne-religiozne osnovne šole se na ta način seznanjajo z osnovami judovske religije in tradicije.